# Шишкіно (Вачський район)
Шишкіно (рос. Шишкино) — присілок в Вачському районі Нижньогородської області Російської Федерації.
Населення становить 31 особу. Входить до складу муніципального утворення Филінська сільрада.

## Історія
Від 2009 року входить до складу муніципального утворення Филінська сільрада.

## Населення
| 1859 | 1905 | 1926 | 1999 | 2002 | 2010 |
| ---- | ---- | ---- | ---- | ---- | ---- |
| 148  | ↘137 | ↗259 | ↘50  | ↗55  | ↘31  |